# August Brand
August Brand, född den 19 augusti 1863 i Berlin, död den 17 september 1930 i Żary, var en tysk botaniker och filolog.
Auktorsnamnet Brand kan användas för August Brand i samband med ett vetenskapligt namn inom botaniken; se Wikipediaartiklar som länkar till auktorsnamnet.